# Francesco Bertazzoli
Francesco kardinal Bertazzoli, italijanski rimskokatoliški duhovnik, škof in kardinal, * 1. maj 1754, Lugo, † 7. april 1830.

## Življenjepis
24. maja 1802 je bil imenovan za naslovnega nadškofa makedonske Edesse; škofovsko posvečenje je prejel 30. maja istega leta.
Leta 1816 je postal tajnik Kongregacije za študij.
10. marca 1823 je bil povzdignjen v kardinala.
Leta 1828 je postal prefekt Kongregacije za študij.
15. decembra 1828 je bil imenovan za kardinal-duhovnika Palestrine.
Umrl je 7. aprila 1830.